# Calle Alto Lima
La calle Alto Lima es una calle situada en la ciudad de Tacna (Perú), y que la recorre en sentido este-oeste. Es una de las calles más antiguas de la ciudad y todavía conserva a su paso algunas edificaciones coloniales y decimonónicas.
Debe su nombre a que antiguamente se le llamaba lima pata que significaba alto pedregoso.
Durante el proceso de emancipación del Perú, el libertador Simón Bolívar ingresó a la ciudad de Tacna por esta calle el 30 de enero de 1826. Las crónicas de aquel tiempo describen el acontecimiento registrando que los vecinos del barrio Alto Lima hicieron arcos de flores para el paso del libertador. Es por este motivo que en la etapa republicana tomó el nombre de Calle de Bolívar hasta 1930 en que cambio a su nombre actual.

## Festividades por la Reincorporación de Tacna al Perú
En la calle Alto Lima, específicamente en la plaza de la mujer tacneña, se inician 3 de las actividades más importantes y tradicionales que conmemoran la reincorporación de Tacna al Perú; estas son: 
- la ofrenda de la juventud (27 de agosto)
- el homenaje a la mujer tacneña (28 de agosto)
- la procesión de la bandera peruana (28 de agosto)

Por esta razón, la calle Alto Lima, junto a la calle San Martín, se convierten en punto neurálgico de los festejos del 28 de agosto en la ciudad.
Una de las tradiciones más destacadas del barrio Alto Lima para la procesión de la bandera, es la elaboración de alfombras florales con motivos tacneñistas en alusión a la época del "cautiverio" y a la reincorporación. Éstas alfombras son elaboradas con flores y/o arcilla por los propios vecinos e instituciones de la calle; asimismo los vecinos adornan las fachadas de sus casas con flores y motivos peruanos alusivos a la bandera.

## Algunos edificios y espacios públicos ubicados en la calle Alto Lima
- El templo del Espíritu Santo,[3] templo antiguo edificado en barro y con techo de mojinete.
- El colegio Hermanos Barreto (ex 990), colegio que conserva su fachada antigua hecha de piedra y que fue construido por sacerdotes de la orden Franciscana.
- La plaza de la mujer tacneña
- El colegio Francisco Antonio de Zela, uno de los colegios más antiguos de la ciudad.